# Rumo e i prodigi nell'oscurità
(Rumo e i prodigi nell'oscurità, Walter Moers)
Rumo e i prodigi nell'oscurità è un romanzo fantasy di formazione e avventura, scritto e illustrato da Walter Moers. È il terzo libro di Moers ambientato nel mondo di Zamonia, e si svolge prima di Le 13 vite e mezzo del capitano Orso Blu, nel quale Rumo compare come personaggio minore.

## Stile letterario
L'autore stesso ha classificato il libro come un romanzo di avventura: nell'azione si possono scoprire molti riferimenti al genere avventuroso di epoche diverse, come il viaggio d'avventura e l'epica cavalleresca medievali, o riferimenti ad autori come Alexandre Dumas, Jules Verne e Karl May.
La trama è divisa in due "libri", che ricordano la struttura adottata da Hartmann von Aue per l'epopea di Artù: nella prima parte (Il mondo di sopra), il protagonista trova la sua patria di appartenenza, dove riceve l'educazione e l'attrezzatura che si addicono ad un eroe. Nella seconda parte (Il mondo di sotto) questa patria gli viene tolta e la crisi costringe Rumo a dimostrare le sue capacità di eroe e a scoprire ciò che gli aveva riservato il destino. Queste due parti posizionano l'opera di Moers nella tradizione del viaggio nell'Aldilà o nell'Oltretomba (come ad esempio la Divina commedia di Dante o, nella tradizione tedesca, il Visio Tnugdali).
Rumo è anche un romanzo d'amore.

## Trama
Rumo è un giovane croccamauro (un lupo in grado di camminare eretto, col pollice opponibile e la capacità di parlare) cresciuto da una famiglia di pacifici nani. Un giorno, quando ancora cucciolo, l'intera famiglia viene rapita da un gruppo di ciclopi e - assieme ad un ingente numero di altri animali (domestici o non) - viene trasportata da questi su una diavoroccia (una sorta di iceberg di roccia lavica, con tanto di sistema di gallerie, destinata a viaggiare sospesa dalla corrente in mare), in attesa di essere divorati. Il giovane Rumo, prigioniero delle Diavorocce, viene istruito all'arte bellica e al Mondo degli adulti da un altro prigioniero: lo squalombrico (mezzo squalo, mezzo lombrico) Smeik. Una volta cresciuto, Rumo si rivela per quello che è: una creatura estremamente sensibile e d'intelletto, ma anche una spietata e incredibile macchina da guerra. Dopo aver trucidato tutti i ciclopi, approfittando del fatto che la diavoroccia s'è nuovamente incagliata sul continente, Rumo parte assieme a Smeik all'esplorazione del Continente. Anzi: alla ricerca della fine d'un fantomatico "filo d'argento" (metafora dell'istinto), che egli e solo egli vede sospeso in cielo.
Dopo un po' di tempo, Rumo si separa da Smeik, raggiungendo da solo la città fortificata di Croccamauria, città dove - prima o poi - finisce ogni membro della sua specie, ognuno alla ricerca del suo filo d'argento, la visione dell'odore dell'anima gemella. Qui Rumo intraprende lo studio teorico e pratico dell'arte bellica, e conosce la propria anima gemella: Rala del Bosque. Per conquistare il suo cuore decide di farle un dono, ma al suo ritorno trova la città vuota. Rumo si mette sulle tracce del suo popolo e, dopo un periglioso viaggio nel Mondo di Sotto, riesce a salvare i croccamauri e a ricongiungersi con Rala.

## Capitoli
Libro Primo - Il mondo di sopra
1. Il filo d'argento
2. I minuscoli inesistenti
3. Croccamauria
4. La strada di Smeik
5. Grinzold e Dentedileone

Libro Secondo - Il mondo di sotto
1. Storr lo Squartatore
2. Tartaro
3. La Vergine di rame
4. Ukobac e Ribesel
5. Il Teatro della Bella Morte
6. La profezia rossa

## Personaggi
- Rumo (croccamauro, protagonista)
- Rala (croccamaura, amata da Rumo)
- Volzotan Smeik (squalombrico, compagno di viaggio di Rumo)
- Urs (croccamauro, amico di città a Croccamauria di Rumo)
- Grinzold "lo Spaccatutto" e Dentedileone (rispettivamente un demone sanguinario e un gaglioffo delle spelonche, le cui anime sono imprigionate nella spada di Rumo)
- Rolv (croccamauro, fratello di Rala)
- Storr lo Squartatore (yeti morto)
- Generale Tik-Tak (comandante dell'esercito delle "Facce di Bronzo")
- Prof. Oztafan Kolibril (tenebrone)
- Prof. Adbul Noctambulotti

## Commenti della stampa
(Die Tageszeitung)

## Edizioni
- Walter Moers, Rumo e i prodigi nell'oscurità, traduzione di Umberto Gandini, 1ª ed., Salani, 2004,  p. 716, ISBN 88-8451-436-3.
- Walter Moers, Rumo e i prodigi nell'oscurità, traduzione di Umberto Gandini, TEA, 2007,  p. 714, ISBN 88-502-1445-6.